# Thurston End
Thurston End – przysiółek w Anglii, w Suffolk. Thurston End jest wspomniana w Domesday Book (1086) jako Thurstanestuna.